# Каваллерлеоне
Каваллерлеоне (італ. Cavallerleone, п'єм. Cavalion) — муніципалітет в Італії, у регіоні П'ємонт,  провінція Кунео.
Каваллерлеоне розташоване на відстані близько 510 км на північний захід від Рима, 38 км на південь від Турина, 40 км на північ від Кунео.
Населення — 671 особа (2023).
Щорічний фестиваль відбувається 9 серпня. Покровитель — San Romano.

## Демографія
Населення за роками:

Станом на 1 січня 2023 року в муніципалітеті офіційно проживало 69 іноземців з 12 країн, серед них 18 громадян країн Євросоюзу.

## Сусідні муніципалітети
- Каваллермаджоре
- Мурелло
- Ракконіджі
- Руффія